# Todorići (Bileća, BiH)
Todorići su naseljeno mjesto u općini Bileća, Republika Srpska, Bosna i Hercegovina.

## Stanovništvo

### Popisi 1971. – 1991.
| Todorići      |              |               |               |
| godina popisa | 1991.        | 1981.         | 1971.         |
| Srbi          | 66 (100,0 %) | 110 (99,10 %) | 209 (100,0 %) |
| Jugoslaveni   | 0            | 1 (0,901 %)   | 0             |
| ukupno        | 66           | 111           | 209           |

### Popis 2013.
| Todorići      |             |
| godina popisa | 2013.       |
| Srbi          | 6 (100,0 %) |
| ukupno        | 6           |

## Vanjske poveznice
- Službene mrežne stranice općine Bileća